# Elcaribe elongatus
Elcaribe elongatus är en tvåvingeart som beskrevs av Webb 2006. Elcaribe elongatus ingår i släktet Elcaribe och familjen stilettflugor. Inga underarter finns listade i Catalogue of Life.